# Joseph H. De Castro
Joseph H. De Castro est un caporal américain, né le 14 novembre 1844 à Boston et mort le 8 mai 1892 à New York. Il est le premier Hispano-Américain à avoir été décoré de la Medal of Honor — la plus haute distinction militaire des États-Unis — pour son comportement exceptionnel lors de la bataille de Gettysburg, au cours de la guerre de Sécession.

## Biographie

### Jeunesse
Joseph H. De Castro naît le 14 novembre 1844 à Boston, au sein d'une famille d'origine espagnole. Lorsque la guerre de Sécession éclate en 1861, le jeune homme s'engage le 21 juillet dans le 19e régiment d'infanterie du Massachusetts.

### Parcours durant la guerre de Sécession
Appartenant à la compagnie I du régiment, De Castro participe à la campagne de la Péninsule de 1862 ainsi qu'aux batailles d'Antietam, Fredericksburg et Chancellorsville. Le 3 mai 1863, il se porte volontaire avec quelques autres pour mener une reconnaissance dangereuse sur les rives de la Rappahannock, geste qui lui permet d'obtenir le grade de caporal.
Lors de la bataille de Gettysburg, au début du mois de juillet 1863, De Castro sert comme porte-étendard du 19e régiment. Ce dernier, affecté au 3e corps de l'armée du Potomac, a pris position sur Cemetery Ridge le 2 juillet. Le jour suivant, les troupes confédérées lancent à cet endroit une attaque massive sur les lignes nordistes — assaut désastreux devenu célèbre sous le nom de « charge de Pickett ». Au cours de l'affrontement, De Castro attaque le porte-drapeau du 19e régiment d'infanterie de Virginie et s'empare de l'emblème régimentaire, qu'il remet ensuite au général Alexander Webb. Ce dernier a raconté la scène de la manière suivante :

« À cet instant, un homme traverse mes lignes et dépose un drapeau rebelle entre mes mains. Puis il est reparti, sans dire un mot. C'était le caporal Joseph H. De Castro, l'un de mes porte-drapeau. Il avait assommé un porte-étendard dans les lignes ennemies avec les hommes chargés de la protection des couleurs de l'État du Massachusetts, avait saisi le drapeau tombé à terre et l'avait ramené jusqu'à moi. »

Ridge contredit néanmoins cette version en affirmant que c'est au lieutenant-colonel Devereux que De Castro a remis le trophée. À l'issue de la bataille, le même Devereux recommande le jeune soldat pour la Medal of Honor. Elle lui est accordée le 1er décembre 1864, faisant de lui le premier Hispano-Américain à recevoir cette décoration. Il prend encore part à divers affrontements jusqu'à la fin de la guerre civile avant d'être licencié le 20 juillet 1865.

### Après la guerre
La paix revenue, il sert plusieurs années dans l'armée régulière et se marie avec Rosalia Rodriguez. Installé à New York en 1882, De Castro travaille au New York Barge Office et devient par ailleurs un membre actif de la fraternité de vétérans Grand Army of the Republic. Il meurt à son domicile le 8 mai 1892, à l'âge de 47 ans, et est enterré au Fairmount Cemetery à Newark, dans le New Jersey.

## Dans la culture populaire
Dans la 2e saison (8e épisode) de la série télévisée de Netflix House of Cards, Linda Vasquez, la chef de cabinet sortante de la Maison-Blanche, offre au vice-président Frank Underwood la Medal of Honor de Joseph De Castro.